# Ólafur Rafnsson
Ólafur Eðvarð Rafnsson (* 7. April 1963; † 19. Juni 2013 in Genf) war ein isländischer Sportfunktionär und Basketballspieler. Er war zuletzt Präsident des kontinentalen Basketballverbandes FIBA Europa und Vorsitzender des Nationalen Olympischen Komitees seines Heimatlandes.
Ólafur Eðvarð Rafnsson gewann 1988 als Basketballspieler mit dem isländischen Verein Haukar Hafnarfjörður dessen erste und zum Zeitpunkt seines Todes einzige nationale Meisterschaft. Weiterhin lief er insgesamt siebenmal für die isländische Nationalmannschaft auf. Nach seinem Studienabschluss an der Universität Island 1990 wurde er Anwalt und war von 1996 bis 2006 Vorsitzender des nationalen isländischen Basketballverbandes. 2006 wurde er in den 25-köpfigen Rat des kontinentalen Basketballverbandes FIBA Europa gewählt. Zudem übernahm er den Vorsitz des Nationalen Olympischen Komitees Islands. 2010 wurde er für eine vierjährige Amtszeit zum Präsidenten des europäischen Kontinentalverbands FIBA Europa gewählt. Ólafur Eðvarð Rafnsson starb unerwartet im Alter von 50 Jahren während eines Aufenthalts in Genf anlässlich der Eröffnung des neuen Hauptquartiers des Weltverbandes FIBA. Er hinterließ seine Frau Gerður und drei Kinder.